# Servon-sur-Vilaine
Servon-sur-Vilaine (bretó: Servon, en gal·ló Servon) és un municipi francès, situat a la regió de Bretanya, al departament d'Ille i Vilaine. L'any 2006 tenia 3.424 habitants. Limita al nord amb La Bouëxière, a l'oest amb Noyal-sur-Vilaine i Brécé, a l'est amb Châteaubourg, al sud amb Domagné i al nord-oest amb Acigné.

## Demografia
| 1962                                       | 1968  | 1975  | 1982  | 1990  | 1999  |
| ------------------------------------------ | ----- | ----- | ----- | ----- | ----- |
| 1.257                                      | 1.284 | 1.503 | 1.995 | 2.494 | 2.916 |
| Des de 1962: població sense dobles comptes |       |       |       |       |       |

## Administració
| Període   | Identitat          | Partit        |
| --------- | ------------------ | ------------- |
| 1995-2008 | Marie-Claude Gatel |               |
| 2008-     | Joseph Jan         | Divers gauche |